# Centre Federal de les Societats Obreres de Barcelona
Centre Federal de les Societats Obreres de Barcelona fou una organització obrerista de caràcter sindical creada a Barcelona el 1869 com a successora de la Direcció Central de les Societats Obreres de Barcelona. Entre l'abril i setembre de 1869 van aplegar una mitjana de 31 societats amb 4.426 federats. Organitzà el Primer Congrés Obrer estatal per a constituir la FRE de l'AIT a Barcelona el juny de 1870, de la qual formà part com a secció barcelonina. Els principals caps foren Rafael Farga i Pellicer i Pau Alsina. Publicà el periòdic La Federación (1869-1873).